# Starkiller – Die Geißel der Galaxis
Starkiller – Die Geißel der Galaxis ist eine Comic-Serie der Autoren Heinrich Lenhardt, Boris Schneider und dem Zeichner Rolf Boyke. Die einzelnen Folgen sind in den Jahren 1988 bis 1995 monatlich bei jeweils den Computerzeitschriften entstanden und erschienen, bei denen die Autoren hauptberuflich als Redakteure tätig waren. Die stets auf genau einer oder zwei Heftseiten je Folge dargestellte Handlung war gespickt mit Anspielungen auf in dieser Zeit für Computerspiele typischerweise eingesetzte Hard- und Software oder parodierte prominente Vertreter der IT-Branche und populäre Science-Fiction-Filme wie Star Wars, Terminator und Zurück in die Zukunft. Etwa 10 Jahre nach Erscheinen der letzten Folge wurden im Jahr 2005 die Comics in Buchform wiederveröffentlicht.

## Handlung
Es gibt mehrere abgeschlossene Handlungsstränge, aber die einzelnen Folgen enden in der Regel mit einem Cliffhanger. Der Leser begleitet Starkiller mit seinem Raumschiff Poke 14,0, seinem Bordcomputer C65 und der Crew aus „Computerklempner“ Doc Bobo und seinem „treuen Lehrbub“ Witzball, Starkillers kleinem (aber nichtsdestotrotz wohl älteren) Bruder Trantor, Tentakel und dem Sekretär (Aufzählung in der Reihenfolge, in der diese zur anfänglich nur aus Starkiller selbst bestehenden Raumschiffcrew hinzukommen).
In der ersten Folge befragt Starkiller den Bordcomputer C65 seines Raumschiffs, wann er, Starkiller, die Galaxis erobert haben werde. Die Frage wird vom Computer mit einem so heftigen Lachanfall quittiert, dass sich dabei der Prozessor verklemmt. Angesichts des Umstandes, dass Starkiller noch keine einzige erfolgreiche Schandtat vorweisen kann, oder wegen des verklemmten Prozessors, lacht C65 im Hintergrund auch noch weiter, während der kaum davon  beeindruckte Starkiller zu dem Schluss gelangt, er brauche für sein Vorhaben einfach nur die richtige Crew. In der Andromeda-Ausgabe der Zeitschrift Power Play gibt er daher folgende Kleinanzeige auf: „Rennomierter [sic] Bösewicht sucht Mannschaft“. Sein erster Bewerber ist Darth Vader, der zwar ein gutes Zeugnis und Referenzen vom Todesstern mitbringt, aber von Starkiller barsch zurückgewiesen wird, als „nicht gefährlich genug. Da könnte ja jeder kommen...“. Als erstes Crewmitglied wird kurz darauf Dr. Bobo mit seinem Lehrbub Witzball angeheuert, der sich sofort des Problems mit dem verklemmten Prozessor annimmt, zu Starkillers größter Freude, da er jetzt wieder Summer Games spielen kann.
In der zweiten Folge übernimmt der finanziell völlig abgebrannte Starkiller einen Auftrag, für dessen Erfüllung ihm eine reiche Belohnung versprochen wird: Der von einem außerirdischen Volk zur Galaktischen Spielemeisterschaft auf den Planeten SEGA IV entsandte Vertreter hat seinen Joystick in ein Schwarzes Loch fallen lassen und wartet dringend auf Lieferung eines Ersatz-Spielgerätes. Starkiller holt umgehend einen Antimaterie-Joystick ab – ein hochsensibles Gerät, bei dem das gleichzeitige Betätigen beider Feuerknöpfe den explosiven Inhalt freisetzt – und durchquert auf seinem Weg nach SEGA IV den Raum der Ranaraner, ohne zu wissen, dass Antimaterie-Joysticks dort ganz oben auf der Einfuhrverbotsliste stehen. In der dritten Folge wird der Joystick im Handgemenge mit einer ranaranischen Patrouille versehentlich zur Explosion gebracht und nur weil anscheinend bereits das Verfallsdatum der Antimaterie überschritten war, kommen er und seine Crew mit dem Leben davon. In der vierten Folge schließt sich Starkillers jüngerer Bruder Trantor der Truppe an. Sein Markenzeichen ist der Flammenwerfer, den er nicht nur stets bei sich trägt, sondern auch bei jeder Gelegenheit zum Einsatz bringt. Nach Ankunft auf SEGA IV entscheidet Starkiller in Folge fünf ganz spontan, den Vertreter des außerirdischen Volkes sitzen zu lassen. Mit dem zwischenzeitlich von Dr. Bobo reparierten Joystick will er lieber selbst an der Meisterschaft teilnehmen und das üppige Preisgeld von 5 Mio. Galakto-Dollar gewinnen.
In einem jüngeren Abenteuer wird bei einem kurzen Blick in die Zukunft erzählt, dass Dr. Bobo vor 100 Jahren den ultimativen Kopierschutz „Bobolock“ erfunden hat und dieser von Bill Bates für alle Makrosoft-Produkte lizenziert wurde. Dies leitete den Niedergang der „Raubkopierer“ ein. Die Raubkopierer wollen daher die Geschichte ändern und schicken einen geleasten Terminator 100 Jahre in die Vergangenheit, um dafür zu sorgen, dass der Vertrag mit Makrosoft nie abgeschlossen werden kann. In der Gegenwart haben es Starkiller und seine Crew nun mit einem formwandelnden Terminator in der Gestalt von Bill Bates zu tun, und zu allem Überfluss wurde der echte Bill Bates auch noch von einem Crewmitglied, dem Tentakel, gefressen.

## Figuren und Schauplätze
- Bösewicht Starkiller verdankt seinen Namen einer Figur aus dem Kinofilm Explorers – Ein phantastisches Abenteuer.
- Der Name des Computerklemptners Dr. Bobo ähnelt dem Pseudonym Doc Bobo des Mitautors Boris Schneider.
- Dr. Bobos ständiger Begleiter, sein Lehrbub Witzball ist eine Anspielung auf das Computerspiel Wizball.
- Starkillers Bruder Trantor entstammt dem Spiel Trantor: The Last Storm Trooper und hat eine Vorliebe für Flammenwerfer.
- Tentakel ist eine Figur aus dem Computerspiel Maniac Mansion.
- Bei Szenen mit dem bärtigen Raucher handelt es sich um Cameo-Auftritte des früheren Geschäftsführers Michael Scharfenberger
- Raumschiff Poke 14,0: Anspielung auf den Adressraum des MOS Technology 6510, also jener CPU, die im Heimcomputer C64 verbaut war. Mit dem Befehl POKE konnte ein Wert in der Zeropage gespeichert werden, wobei an Adresse 14 die Information vorgehalten wird, ob vom BASIC-Interpreter des C64 gerade eine Integer- oder Realzahl abgearbeitet wird. Für eine Gleitkommazahl steht in dieser Speicherzelle $00, für eine Integer- also einer ganze Zahl eine $80.[1]
- Beim Bordcomputer C65 scheint es sich nach um einen direkten Nachfolger des C64 zu handeln. Tatsächlich war etwa drei Jahre nach Erscheinen der ersten Starkiller-Comics beim C64-Hersteller Commodore International geplant, einen Commodore 65 herauszubringen, von dem aber letztlich nur Prototypen gebaut worden sind. Hersteller Commodore entschied sich gegen eine Serienproduktion, um dem mittlerweile zum eigenen Haus gehörenden Amiga keine Konkurrenz zu machen.[2] Die Rechenleistung des Bordcomputers von Apollo 11 beim Flug zum Mond wird nicht selten mit der eines Apple II oder C64 verglichen.[3]

## Veröffentlichung
Die erste Folge der Comic-Serie erschien mit Ausgabe 1/88 der Zeitschrift Happy Computer in deren auf Computerspiele ausgerichteter Heftbeilage Power Play. Als Power Play Anfang 1990 von Happy Computer getrennt wurde und als eigenständiges Magazin herauskam, blieben die monatlichen Fortsetzungen der Starkiller-Comics bis einschließlich der Folge 42 im Jahr 1993 ein fester Bestandteil.
Im März 1993 wechselte Starkiller in die von Heinrich Lenhardt und Boris Schneider neu gegründete PC Player und seine Abenteuer wurden in den Folgen 43 bis 70 fortgesetzt, diesmal komplett in Farbe. Einige ausgewählte Folgen waren auch in elektronischer Form auf den damaligen Heft-CD-ROMs der PC Player zu finden. Es konnten versteckte Mitteilungen, Soundeffekte und vergrößerte Bildausschnitte aktiviert werden, wenn man mit dem Mauscursor auf bestimmte Bereiche klickte. Die letzte Folge der Starkiller-Comicserie erschien in der Ausgabe 7/1995 der PC Player.
Einige Running Gags sind als kurze Starkiller-Comicstrips mit nur drei oder vier Bildern an verschiedenen Stellen im Internet veröffentlicht worden, wie z. B.: Jemand hat die Lightgun eines Videospiels mit einer „echten“ Laserpistole vertauscht, was zur Folge hat, dass Starkiller damit den Bildschirm zerschießt, während Doc Bobo mit der Spielzeugpistole außerirdischen Monstern gegenübersteht.
Im Juli 2005 veröffentlichte der Skriptorium-Verlag schließlich ein 84-seitiges Starkiller-Paperback-Buch unter dem Titel Starkiller – Die Geißel der Galaxis (ISBN 3-938199-03-2) mit den ersten 42 Folgen im DIN A4-Originalformat der Zeitschrift PowerPlay. Es folgten im März 2006 Starkiller – Die Geißel der Galaxis, Band 2 (ISBN 3-938199-05-9) mit den Farbfolgen der PC Player sowie Starkiller – Die Geißel der Galaxis – Die ganze Geschichte in einem Band (ISBN 3-938199-06-7) mit allen Folgen der Bände 1 und 2.

## Episodenliste
- Folge 1: Personalprobleme
- Folge 2: Joystick des Verderbens
- Folge 3: (ohne Titel)
- Folge 4: Der kleine Bruder
- Folge 5: Heißes Pflaster Sega IV
- Folge 6: Der geheime Plan
- Folge 7: Tentakel an Bord!
- Folge 8: In den Fängen des Tentakels
- Folge 9: Gold in der Kehle
- Folge 10: Biochips
- Folge 11: Die Gefangenen von Zelda
- Folge 12: Die Hacker Brigade
- Folge 13: Trantors große Liebe
- Folge 14: Liebe & Hiebe
- Folge 15: Die Wette
- Folge 16: Invasion auf SonSon3 !
- Folge 17: Es kam aus der Mikrowelle!
- Folge 18: Tag der Abrechnung!
- Folge 19: Tentakel verzweifelt gesucht!
- Folge 20: Karriere-Knick
- Folge 21: Die Versklavten Programmierer
- Folge 22: Bobo Quest
- Folge 23: Die Kneipe am Rande des Universums
- Folge 24: Das Dungeon-Dilemma
- Folge 25: Revolution
- Folge 26: Der Bösewicht des Jahres
- Folge 27: Schurken-Finale
- Folge 28: Liebesgrüße aus Ranarama
- Folge 29: Rent a Unhold GmbH
- Folge 30: Das Orakel von Dondokodon
- Folge 31: Ackerbau & Viehzucht
- Folge 32: Wiedervereinigung
- Folge 33: Sag niemals nie
- Folge 34: Überredungskunst
- Folge 35: Wamp Watchers
- Folge 36: New Look
- Folge 37: Wer einmal mit dem Blechnapf spricht
- Folge 38: Talk im Sturm
- Folge 39: Ich dich müssen wiederseh'n
- Folge 40: Die Stunde des Hausmeisters!
- Folge 41: Folter-Festival
- Folge 42: Das ist eine etwas längere Geschichte
- Folge 43: Wo ein schwarzes Loch ist, ist auch ein Weg
- Folge 44: Tag der Abrechnung
- Folge 45: Meta-Morphose
- Folge 46: Der doppelte Bill
- Folge 47: Zwei Bills kommen selten allein
- Folge 48: Tag des Tentakels
- Folge 49: Under new management
- Folge 50: Nur keinen Stress
- Folge 51: Die Trillionen-Credits-Disk
- Folge 52: Auf und davon
- Folge 53: Seite 244, Zeile 98
- Folge 54: Die Fliege
- Folge 55: Reich und berühmt
- Folge 56: Bobo I
- Folge 57: Hexuple Speed
- Folge 58: Tele-Shopping
- Folge 59: Jeder kriegt sein Fett ab
- Folge 60: Das Restaurant am Anfang des Universums
- Folge 61: Grossangriff der Gen-Tomaten
- Folge 62: Das ist kein schöner Anblick
- Folge 63: Der Weg führt nach Sharebär
- Folge 64: Veilchenblau und rosenrot
- Folge 65: System Shock
- Folge 66: Alpenglühn
- Folge 67: Inside Server
- Folge 68: Rettung schon durch Division
- Folge 69: Dr. Bobo packt ein
- Folge 70: Dr. Bobo packt aus